# Burg Ertingen
Die Burg Ertingen ist eine abgegangene Spornburg auf einem Sporn circa 700 Meter südlich der Gemeinde Ertingen im Landkreis Biberach in Baden-Württemberg.
Die von den Herren Lutram von Ertingen (später: Leutrum von Ertingen) im 11. Jahrhundert erbaute Burg wurde 1100 erwähnt und 1350 zerstört. Spätere Besitzer waren auch die Herren von Grüningen-Landau. Von der ehemaligen Burganlage ist nichts mehr erhalten.